# Ancien hôtel de ville de Guelph
L'ancien hôtel de ville de Guelph est un bâtiment classé lieu historique national du Canada, situé à Guelph dans le Comté de Wellington en Ontario, Canada.
Il a été construit en 1856-1857 dans le style néo-renaissance par William Thomas, et a été reconnu en 1984.